# Ooh! My Soul
Ooh! My Soul è un brano scritto ed interpretato da Little Richard nel 1958. Pubblicato  dalla Speciality Records (#633) nel singolo Ooh! My Soul/True, Fine Mama, è arrivato alla 31ª posizione di Billboard Hot 100, alla 15ª della classifica R&B ed alla 22ª di quella britannica. I Beatles ne hanno registrato una cover per la BBC.

## Le versioni del brano

### Little Richard
Sebbene sia stata solo una hit minore, la canzone Ooh! My Soul è stata inclusa in decine di compilations, sia di Penniman che del R&R. È stata inclusa sul suo eponimo LP del 1958, ed è stata la title track di una raccolta del 1982.

### Covers
Oltre alla cover dei Beatles, i George Bedard and the Kingpins sono gli unici altri artisti ad aver interpretato il pezzo: infatti, hanno pubblicato una loro versione il 7 dicembre 2004.

#### I Beatles
I Beatles registrarono Ooh! My Soul per la BBC il 1º agosto 1963 al Playhouse Theatre di Manchester; fu una delle rare volte in cui un brano per la radio venne registrato fuori Londra. Quest'incisione venne trasmessa, come canzone d'apertura, nell'undicesima edizione del programma radiofonico Pop Go the Beatles, mandata in onda il 27 dello stesso mese. Questa cover, inclusa sull'album Live at the BBC del 1994, ha una durata minore rispetto all'originale di Richard. Sempre il 1º agosto venne registrato anche uno spezzone parlato, intitolato Ooh! My Arms, trasmesso assieme ad Ooh! My Soul ed incluso, immediatamente dopo la cover di Penniman, sullo stesso disco. Paul McCartney, vocalist del pezzo, ha ricordato che spesso cantava i brani del pianista statunitense perché erano apprezzati dal pubblico e perché riusciva ad imitare la sua voce "rauca e selvaggia".

##### Formazione
- Paul McCartney: voce, basso elettrico
- John Lennon: chitarra ritmica
- George Harrison: chitarra solista
- Ringo Starr: batteria[3]